# السلحفاة الحمراء (فلم)
السلحفاة الحمراء (بالفرنسية: La Tortue Rouge); (باليابانية: レッドタートル ある島の物語، بالروماجي: Reddo Tātoru: Aru Shima no Monogatari) هو فيلم تحريك صور درامي فرنسي-بلجيكي-ياباني من كتابة وإخراج ميخائيل دودوك دي فيت سنة 2016.
تم ترشيح الفيلم لجائزة الأوسكار لأفضل فيلم رسوم متحركة في حفل توزيع جوائز الأوسكار ال89.

## القصة
تدور قصة الفيلم عن رجل تعرضت سفينته للغرق، ولجأ إلى جزيرة منعزلة ليقابل هناك سلحفاة حمراء تغير حياته بالكامل.

## روابط خارجية
- مقالات تستعمل روابط فنية بلا صلة مع ويكي بيانات

لا توجد روابط لمواقع التواصل الاجتماعي.